# Mastrus montanus
Mastrus montanus är en stekelart som beskrevs av Horstmann 1990. Mastrus montanus ingår i släktet Mastrus och familjen brokparasitsteklar. Inga underarter finns listade i Catalogue of Life.